# Belägringen av Viborg (1706)
Belägringen av Viborg ägde rum under det stora nordiska kriget. Belägringen började den 11 oktober och varade till början av november 1706, då avsaknaden av belägringskanoner och frånvaron av den ryska flottan gjorde det omöjligt för ryssarna att inta den svenska fästningen. Dessutom har de ryska trupperna inte tillräckligt med proviant. Tsar Peter den store blev då tvungen att avbryta belägringen och trupperna drog sig tillbaka till Sankt Petersburg. Ryssarna gjorde en förnyad belägring år 1710, där den svenska garnisonen efter cirka tre månaders belägring kapitulerade.